# Latte macchiato

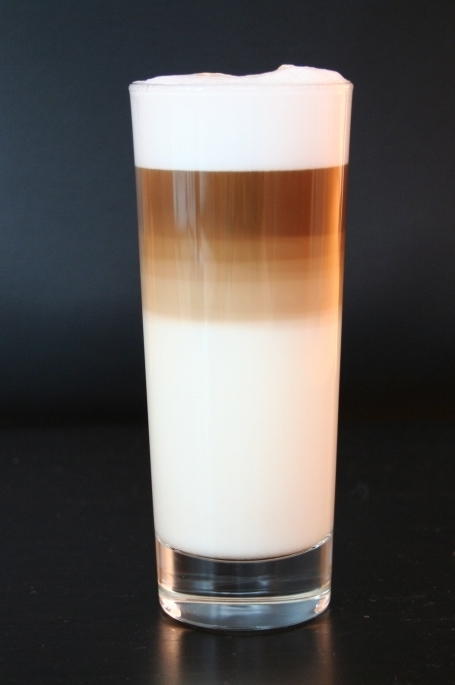
Latte macchiato utförd med lagerbildning

En latte macchiato (italienska: 'fläckig mjölk') är en kaffedryck. Den består av ångad mjölk med en skvätt kaffe/espresso som hälls i ovanpå. Jämför med caffe macchiato.